# Gonçalo Sampaio

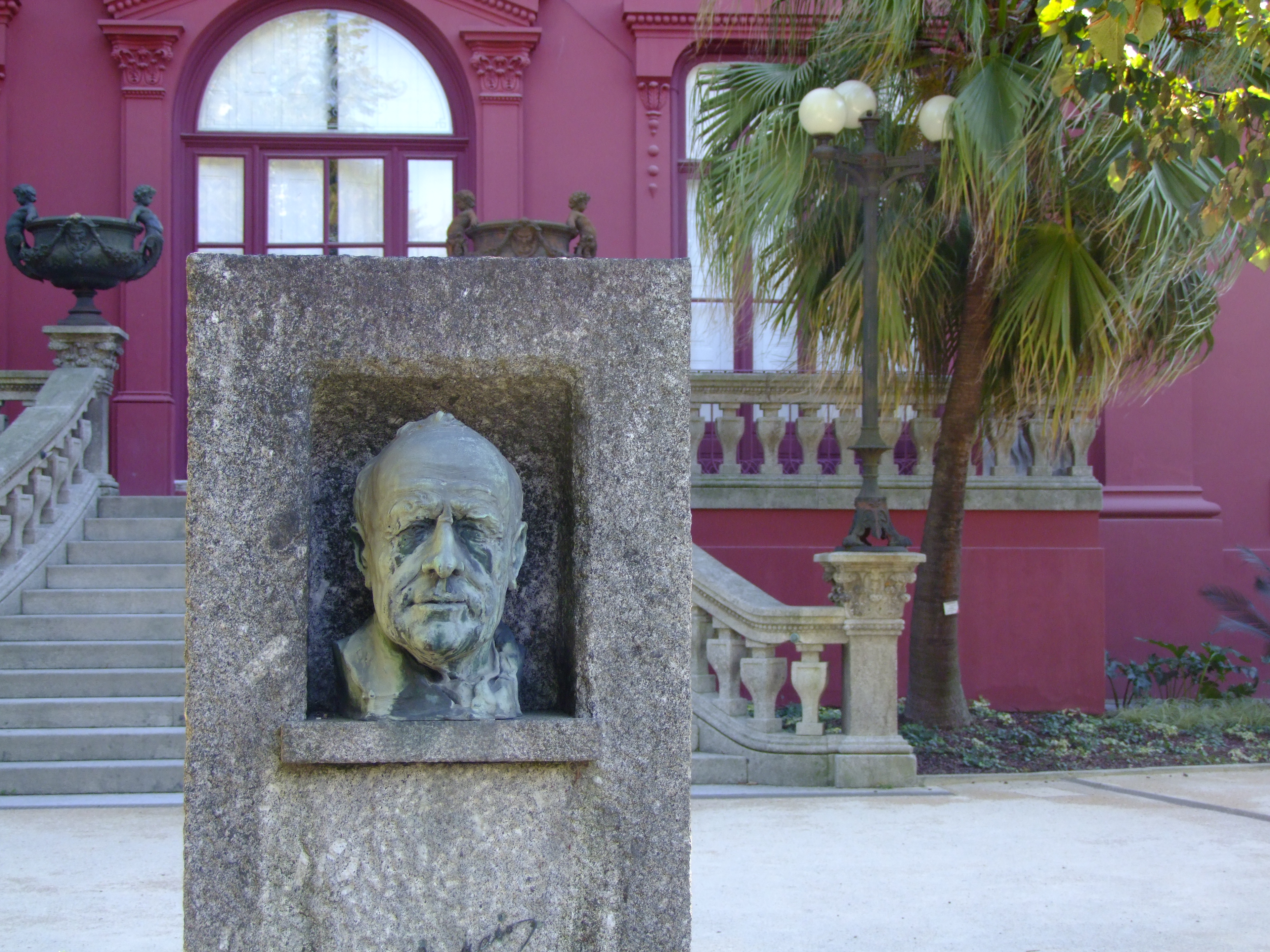
Busto de Gonçalo Sampaio no Jardim Botânico do Porto (busto da autoria de Abel Salazar).

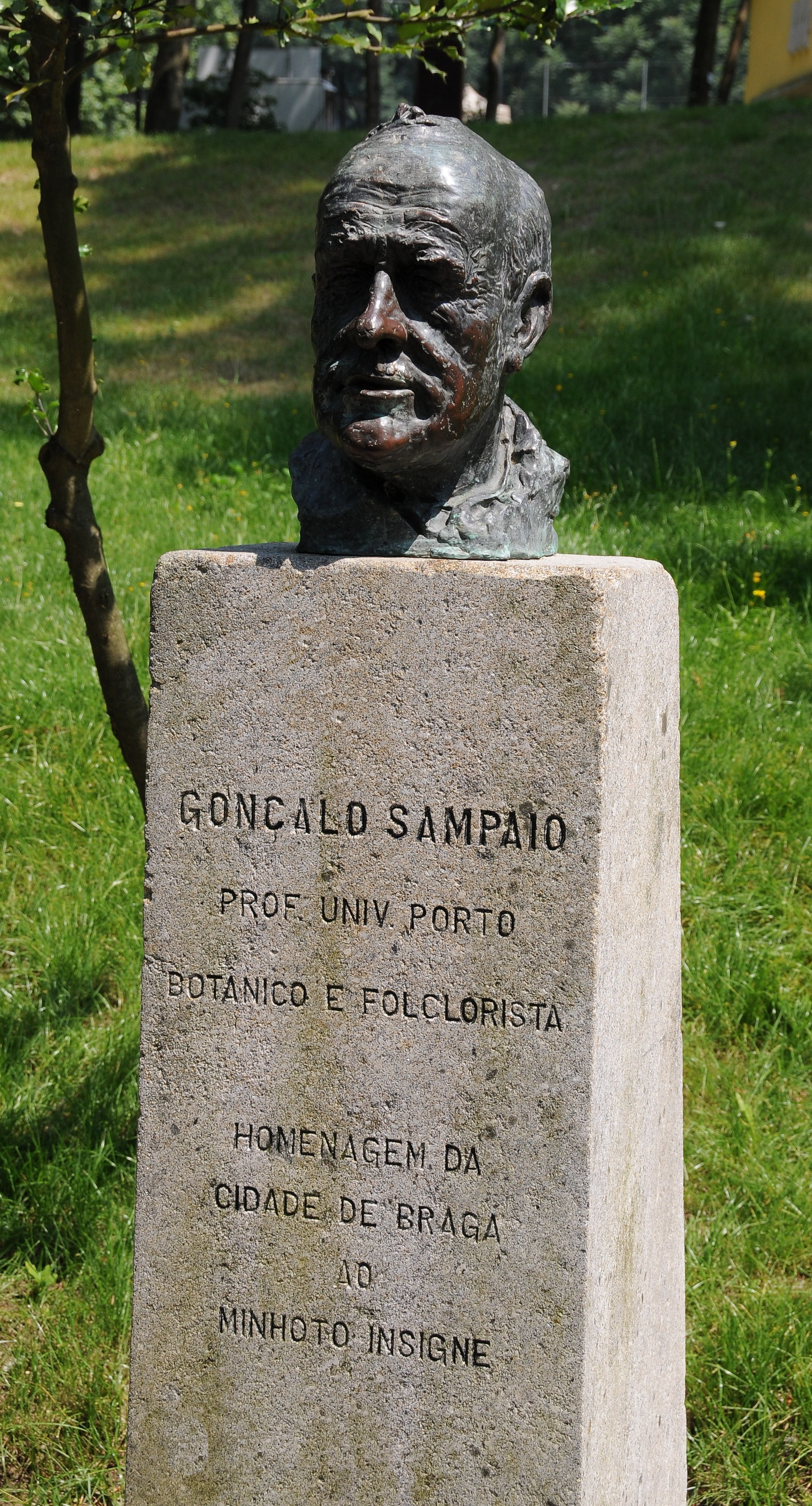
Vista geral do busto erigido no Parque da Ponte, Braga

Gonçalo António da Silva Ferreira Sampaio (Póvoa de Lanhoso, Calvos, São Gens, 29 de Março de 1865 — Porto, 27 de Julho de 1937), mais conhecido por Gonçalo Sampaio, foi um naturalista que se notabilizou na área da botânica.

## Biografia
Professor da Faculdade de Ciências da Universidade do Porto (FCUP), dedicou-se ao estudo dos líquenes e das plantas vasculares portuguesas, demonstrando na sua obra uma marcada preocupação com a nomenclatura botânica, apresentando alguns princípios divergentes dos seguidos no Código Internacional de Nomenclatura Botânica, ideias que defendeu acerrimamente.
Como investigador notabilizou-se sobretudo como sistemata e nomenclaturista distinto, particularmente na flora de plantas vasculares e de líquenes. Também foi estudioso da música popular e do folclore, publicou um Cancioneiro Minhoto com cerca de duzentas canções tradicionais.
Nasceu no povoado de São Gens de Calvos, no concelho da Póvoa de Lanhoso. Depois de frequentar o Liceu de Braga, inscreveu-se em 1885 na Escola Normal do Porto, com o objectivo de se tornar professor primário. Contudo, pouco depois abandonou os estudos e regressou ao Liceu de Braga para concluir os estudos secundários e preparatórios. Matriculou-se na Faculdade de Matemática da Universidade de Coimbra, mas abandonou os estudos sem concluir o curso.
Em 1891 matriculou-se na Academia Politécnica do Porto, frequentando as cadeiras de Química Mineral, Botânica e Zoologia, mas também nesta escola interrompeu os estudos sem concluir o curso. Enquanto estudante na Academia Politécnica interessou-se pela botânica, revelando excepcionais aptidões para o estudo das plantas que demonstrou ao organizar um herbário a pedido do seu professor de botânica, o lente Manuel Amândio Gonçalves.
Apesar de ter abandonado os estudos, dedicou-se ao estudo da botânica e à herborização, publicando em 1895 o seu primeiro trabalho científico, a que deu o título de Flora Vascular Portugueza. Quadro dichotomico para a determinação das famílias, uma obra de grande interesse para o trabalho de campo.
A partir de 1901 começou a trabalhar na Academia Politécnica do Porto como naturalista adjunto da cadeira de Botânica. Apesar de não ser diplomado, no ano seguinte foi encarregue da direcção dos trabalhos práticos da cadeira, trabalhando como assistente de Manuel Amândio Gonçalves. Pelo mesmo decreto foram igualmente nomeados Augusto Nobre e Rocha Peixoto.
Em 1904 publicou a obra Rubus Portugueses, uma revisão do género Rubus em Portugal que o estabelece como um dos grandes sistematas botânicos do início do século XX. A obra resulta da compilação e aprofundamento dos trabalhos que ente 1902 e 1904 publicara em várias revistas sobre os Rubus portugueses. No obra são propostas diversas novas espécies para a ciência e feitas importantes contribuições para a sistemática daquele que é um dos mais complexos géneros das rosáceas.
No prosseguimento do seu trabalho de investigação, dedica-se à elaboração de uma flora de Portugal, publicando entre 1909 e 1914, em fascículos, uma obra que intitulou Manual da Flora Portuguesa (1909-1914), Apesar de não ser uma flora completa, faltando-lhe algumas famílias de plantas vasculares, foi uma obra fundamental para o conhecimento da flora portuguesa e a mais importante publicada em vida por Gonçalo Sampaio. Apesar de diferenças substanciais em escopo e organização, a obra foi considerada como a primeira edição da Flora de Portugal, obra que apenas seria publicada postumamente e com a indicação de "2.ª edição".
Quando em 1910 o Professor Amândio Gonçalves adoeceu gravemente, coube a Gonçalo Sampaio assumir a regência da cadeira de Botânica, mas essa experiência foi interrompida pela implantação da República Portuguesa, a 5 de Outubro daquele ano, já que sendo um monárquico convicto e apoiante público de João Franco foi forçado a exilar-se na Galiza. O exílio foi curto, regressando a Portugal no ano imediato e retomando as suas funções.
Em 1912 foi nomeado professor de Botânica da recém-criada Faculdade de Ciências da novel Universidade do Porto, passando em 1913 a director do Gabinete de Botânica.
O seu envolvimento político manteve-se: após o assassinato de Sidónio Pais a 14 de Dezembro de 1918, apoiou a efémera Monarquia do Norte, que sob o comando de Henrique Mitchell de Paiva Couceiro governou o Porto em Janeiro e Fevereiro de 1919. Quando o movimento colapsou e o regime republicano retomou o controlo da cidade, Gonçalo Sampaio foi detido e acusado de apoiado a organização do Batalhão Académico do Porto. Ficou preso no Aljube durante vários meses, escrevendo, ou pelo menos concluindo, uma obra a que deu título de Epítome da Flora Portuguesa. Trata-se de uma flora abreviada para uso no ensino da botânica sistemática, que não chegou a publicar, mas que foi usado na sua actividade docente.
Retomou no ano seguinte a sua actividade académica, distinguindo-se como um docente com exposição clara e precisa, que utilizava técnicas modernas nas suas aulas práticas. Introduziu no ensino português as técnicas histológicas do estudo da Botânica, ensinamentos que aprendera no estrangeiro, e teve um importante papel no desenvolvimento do ensino e da investigação e na estruturação da disciplina na fase de transição entre a Academia Politécnica e a Faculdade de Ciências.
Em 1935, quando o Gabinete de Botânica foi elevado à categoria de instituto de investigação científica passou a ser designado por Instituto de Botânica «Dr. Gonçalo Sampaio», em homenagem ao seu labor no ano em que abandonou a docência universitária.
Ao longo da sua carreira descreveu cerca de 50 novas espécies de plantas vasculares, salientando-se a sua monografia dos Rubus portugueses. Organizou um herbário notável, um dos mais completos no que respeita a espécies que ocorrem em Portugal. Outra das suas áreas de excelência foi a liquenologia, tendo publicado um catálogo dos líquenes de Portugal, com referência a várias centenas de espécies. Neste último campo, publicou, em associação com o botânico espanhol Luis Crespí Jaume, um importante estudo da flora liquenológica da Galiza e organizou uma exsiccata dos líquenes portugueses da qual resultou a descrição de cerca de 70 novas espécies para a ciência e a criação do género Carlosia. No contexto do seu trabalho sobre líquenes também se dedicou ao estudo das desmídias, um grupo de algas microscópicas, entre as quais identificou cinco novas espécies.
Apesar do papel periférico da ciência portuguesa, Gonçalo Sampaio manteve uma importante actividade no esforço que no início do século XX procurava a internacionalização da ciência e, no campo da sistemática, o estabelecimento de regras internacionais unificadores. Participou activamente no estabelecimento em diversos debates no campo da sistemática e da nomenclatura botânica, com destaque para o Congresso Luso-Espanhol do Porto, realizado em 1921 sob a égide da Associação Portuguesa para o Progresso das Ciências e da sua congénere espanhola. Na conferência que ali proferiu propôs às regras da nomenclatura botânica que haviam sido estabelecidas no Congresso de Viena (1905). No âmbito desse esforço, manteve contacto com botânicos proeminentes, portugueses e estrangeiros, com destaque para Júlio Henriques e António Xavier Pereira Coutinho, com os quais colaborou no estudo da flora portuguesa. Outro colaborador próximo foi o micologista espanhol Romualdo González Fragoso, que dedicou a Gonçalo Sampaio o género Sampaioa Gonz. Frag. (1923), tendo Sampaioa pinastri Gonz. Frag. (1923) como espécie tipo. Sampaio retribuiu dedicando a Fragoso duas espécies novas de líquenes: Chiodecton fragasoi e Leciographa fragasoi.
Quando faleceu em Julho de 1937, aos 72 anos de idade, Gonçalo Sampaio deixou dois manuscritos de uma nova flora vascular de Portugal, nos quais faltavam apenas algumas famílias. Esses manuscritos, e as obras anteriores de Sampaio, com destaque para o Manual da Flora Portuguesa (1909-1914), permitiram a edição póstuma de uma flora vascular de Portugal, aparecida em 1946 com o título de Flora Portuguesa. A publicação foi dirigida por Américo Pires de Lima e custeada pelo Instituto para a Alta Cultura, sendo apresentada como a 2.ª edição da obra de 1914, embora completamente diferente em abrangência, incluindo diversas figuras destinadas à identificação dos espécimenes. Mais que uma reedição, a obra é uma síntese do Manual da Flora Portuguesa de 1914 e de diversos manuscritos posteriores não-publicados, sendo as descrições dos géneros Calendula a Hieracium, da família Asteraceae, elaborados por Arnaldo Rozeira, que também ordenou o índice dos nomes específicos e da sinonímia.
Para além da sua actividade científica, Sampaio foi um estudioso musical, com destaque para a Música Regional Portuguesa. Foi músico amador, tendo o violino como seu instrumento predilecto, que estudou como autodidacta. Também foi folclorista, publicando um Cancioneiro Minhoto com cerca de 200 canções tradicionais do noroeste de Portugal.
Gonçalo Sampaio teve um importantíssimo papel na etnografia do Baixo Minho, nomeadamente na recolha de danças e cantares tradicionais desta zona do país. Em 1936 cumpriu um sonho que há muito acalentava, a criação de um grupo folclórico. Este grupo, inicialmente denominado de Grupo Regional do Minho, teve a sua primeira actuação pública em 24 de Junho de 1936, por ocasião das festas de São João de Braga.
Como em todos os aspectos da sua vida, também neste projecto foi extremamente exigente, procurando recolher e divulgar as tradições, sempre fiéis à sua origem. Após muita insistência, em 8 de Dezembro de 1936, Dr. Gonçalo Sampaio cede o seu nome ao Grupo, na condição de se manter sempre a inteira fidelidade às tradições populares, para não ter um dia que se levantar da campa e vir cá retirar o seu nome ao Grupo. Na sequência dessa iniciativa nasceu o "Grupo Folclórico Dr. Gonçalo Sampaio", em Braga, que com mais de 76 anos de história, com uma discografia vasta e um historial de sucessos, continua até hoje a manter vivo o legado do seu patrono.
Em 1952 foi criado o "Conjunto de Cavaquinhos Dr. Gonçalo Sampaio", sendo um dos mais antigos em actividade até aos dias de hoje.